# Icosaedru

Icosaedru regulat convex.

În geometrie, un icosaedru este un poliedru cu 20 de fețe.

## Pavare sferică
Icosaedrul poate fi reprezentat și ca o pavare sferică și proiectat pe un plan printr-o proiecție stereografică. Această proiecție este o conformă, păstrând unghiurile, dar nu ariile sau lungimile. Liniile drepte pe sferă sunt proiectate în plan ca arce de cerc.
|                      |                         |
| Proiecție ortogonală | Proiecție stereografică |